# Julio Barrenechea
Julio Barrenechea (Santiago, 13 de março de 1910 — Santiago, 9 de novembro de 1979) foi um poeta, político e diplomata chileno.

## Prêmios
Julio Barrenechea ganhou o Prêmio Nacional de Literatura do Chile em 1960.